# Cedar Valley (Oklahoma)
Cedar Valley – miasto w Stanach Zjednoczonych, w stanie Oklahoma, w hrabstwie Logan.